# 内藤邦裕
内藤 邦裕（ないとう くにひろ）は、株式会社ウェザーニューズ所属の気象予報士。筑波大学卒

## 出演番組
ウェザーニュース「ウェザーニュースLiVE」
2024年5月現在
- ウェザーニュースLiVE・モーニング
- ウェザーニュースLiVE・サンシャイン
- ウェザーニュースLiVE・コーヒータイム
- ウェザーニュースLiVE・アフタヌーン
- ウェザーニュースLiVE・イブニング
- ウェザーニュースLiVE・ムーン

過去に出演していた番組
- weathernews LiVE
- SOLiVE サンセット
- SOLiVE イブニング
- SOLiVE Morning
- ソラマド サンシャイン
- SOLiVE Afternoon

## エピソード
- 第1回気象予報士試験合格者であり、登録番号11番[1]。
- 同じくウェザーニューズ所属の気象予報士である喜田勝は過去に「内藤さんは日本を代表する気象予報士」と発言している。
- 2008年秋に「観天望気」を基にした「ソラヨミ」を考案したとされている。
- ハンググライダーを趣味としている。
  - 筑波大学に在学中、ゼミに遅れそうになったためハンググライダーで筑波山から筑波大学キャンパスまで飛んだことがある[1]。
  - ハングライダーを通じて培った局地予報への関心を活かして2012年より佐賀インターナショナルバルーンフェスタの開催に携わり、2023年現在は競技本部役員として気象チーフを務める[2]。
- 2016年リオデジャネイロオリンピックにおいては日本選手団の気象面からのサポートのため、現地にて予報リーダーを務めた[3]。2020年東京オリンピックでも日本選手団のサポートに携わった[4]。
- 2023年、令和5年度 日本航空協会表彰において、FAI エア スポーツ メダルを受賞[5]。